# Кокова, Эльза Михайловна
Эльза Михайловна Кокова (Чаркова) (4 октября 1939 года, Абакан — 1 октября 2001 года, Абакан) — хакасский театральный деятель, первая женщина — театральный режиссёр в Хакасии, общественный деятель, публицист. Художественный руководитель Хакасского национального драматического театра имени А. М. Топанова (1991—2001). Отличник культуры СССР. Заслуженный деятель искусств Республики Хакасия.

## Биография
Родилась 4 октября 1939 года в семье писателя и драматурга Михаила Кокова.
Закончила среднюю школу в Абакане. Пошла по стопам своего отца, стоявшего у истоков создания Хакасского театра, автора первой хакасской драмы «Акун» — поступила в театральную студию при Красноярском краевом театре имени А С Пушкина (1958—1961).
В 1965 году закончила режиссёрский факультет Ленинградского государственного института театра, музыки и кинематографии. 29 ноября 1965 года была принята на работу режиссёром Хакасского драматического театра им М Ю Лермонтова. Её дипломный спектакль «В ночь лунного затмения» по пьесе Мустая Карима был поставлен на сцене и сразу же стал лауреатом Всероссийского смотра национальной драматургии.
Ею поставлено больше 80 спектаклей по пьесам хакасских, русских и зарубежных авторов. Особое место в творчестве занимала хакасская драматургия. Сбылась ее детская мечта поставить пьесу отца «Акун», поставлены пьесы «Всходы», «Медвежий лог» М. Кильчичакова, спектакли по древним легендам и сказаниям, героическому эпосу. Лучшие из них отмечены Почётными грамотами Союза писателей, Союза композиторов, Министерства культуры СССР и РСФСР. Спектакли «В ночь лунного затмения» М. Карима и «Нэркэс» А. Юмагулова — лауреаты Всероссийского смотра национальной драматургии. Особое признание получил спектакль по пьесе С. Сартакова «Хребты Саянские», который был награждён Почётной грамотой Союза писателей СССР и Союза композиторов СССР.
С 1991 по октябрь 2001 года была главным режиссёром, затем художественным руководителем Хакасского национального драматического театра имени А. М. Топанова. Ею поставлены «У глубокого брода» В. Шулбаевой, «Эзоп» Г. Фигейредо, «Гамлет», «Король Лир» В. Шекспира, «Забыть Герострата» Г. Горина, «Мария Стюарт» Ф. Шиллера, «Слеза огня», «Перо богини Умай», «Любовь Чингисхана» К. Чако и другие.
Её постановки открывали для зрителей новый взгляд на философское осмысление жизни и психологии хакасского народа.
Под руководством Эльзы Михайловны Коковой коллектив неоднократно представлял театральное искусство Хакасии на гастролях за рубежом в Турции, Финляндии, Монголии. Создала при Национальном театре театральную студию, где воспитала многих известных артистов Хакасии. Была членом Союза театральных деятелей России.
В 1991 году в Хакасском книжном издательстве вышла ее книга «Чон чарии (Народный свет). Из истории Хакасского драматического театра», посвященная истории становления и развития хакасского и русского театров.
Избиралась депутатом Абаканского горсовета, Верховного совета Республики Хакасия.
Была замужем за В. И. Чарковым.